# Лейф Енквіст
Лейф Е́нквіст (швед. Leif Engqvist, нар. 30 липня 1962, Далбі) — шведський футболіст, що грав на позиції півзахисника. По завершенні ігрової кар'єри — тренер. З 2013 року очолює тренерський штаб команди «Лунд».

## Клубна кар'єра
У дорослому футболі дебютував 1982 року виступами за команду клубу «Лунд», в якій провів два сезони, взявши участь у 26 матчах чемпіонату.
Своєю грою за цю команду привернув увагу представників тренерського штабу клубу «Мальме», до складу якого приєднався 1985 року. Відіграв за команду з Мальме наступні шість сезонів своєї ігрової кар'єри. Більшість часу, проведеного у складі «Мальме», був основним гравцем команди.
Закінчив професійну ігрову кар'єру у клубі «Треллеборг», за команду якого виступав протягом 1992–1994 років.

## Виступи за збірну
У 1986 році дебютував в офіційних матчах у складі національної збірної Швеції. Виступав за цю команду п'ять років, провів 18 матчів, забив два голи.
У складі збірної був учасником чемпіонату світу 1990 року в Італії.

## Кар'єра тренера
Розпочав тренерську кар'єру, повернувшись до футболу після тривалої перерви, 2013 року, очоливши тренерський штаб клубу «Лундс». Наразі досвід тренерської роботи обмежується цим клубом, в якому Лейф Енквіст працює і досі.